# Karl Plöchl
Karl Plöchl (* 7. Juli 1884 in Lutzmannsburg; † 15. Februar 1962 in Oberpullendorf) war ein österreichischer Landwirt und Politiker (Landbund). Plöchl war verheiratet und Abgeordneter zum Burgenländischen Landtag.
Karl Pöchl wurde als Sohn des Landwirts Stefan Plöchl aus Lutzmannsburg geboren. Er besuchte die Volksschule und wechselte an das Lyzeum in Sopron. Nach dem Abbruch seiner Schulbildung am Lyzeum war Plöchl als Landwirt in Lutzmannsburg tätig. Plöchl engagierte sich in der Politik und schloss sich dem Landbund für Österreich an. Plöchl vertrat den Landbund ab dem 15. Juli 1922 im Burgenländischen Landtag. Er gehörte diesem Gremium bis zum 13. November 1923 an.